# 格拉多利
格拉多利（義大利語：Gradoli），是意大利维泰博省的一个市镇。总面积37.51平方公里，人口1496人，人口密度39.9人/平方公里（2009年）。ISTAT代码为056028。